# Tiantai zong

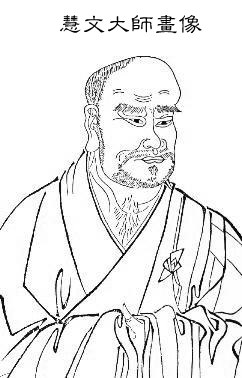
Huiwen

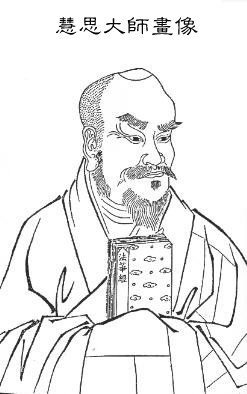
Huisi

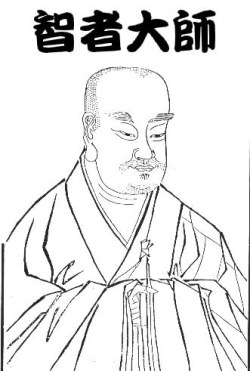
Zhiyi

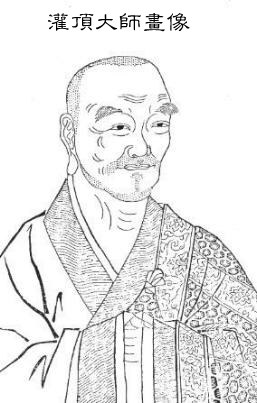
Guanding

Tiantai zong (chinesisch 天台宗, Pinyin Tiāntái zōng, W.-G. T'ien-t’ai tsung; auch „Schule des Lotos-Sutra“) war eine der bedeutendsten Mahayana-Schulen des ostasiatischen Buddhismus. Die Tiantai-Schule entstand um das Jahr 550 in den südchinesischen Tiantai-Bergen und bemühte sich um eine Synthese aller damaligen buddhistischen Richtungen. Dabei stützte sie sich auf die Schriften Nāgārjunas (chin. Name: Long Shu), der einen mittleren Weg (Zhong Lu) jenseits der Extreme lehrte. Acht große (und viele kleinere) Schulen hatten sich bis dahin bereits formiert. Das Stammkloster lag im Tiantai-Gebirge in der heutigen Provinz Zhejiang. Während der ersten Jahre der Tang-Zeit ging der Einfluss der Tiantai-Schule wieder zurück, erlebte jedoch ab der Mitte des 8. Jahrhunderts einen erneuten Aufschwung. Faktischer Gründer dieser Schule ist der Mönch Zhi Yi (538–597), der sich jedoch selbst nicht in dieser Rolle sah und auf zwei Vorgänger als eigentliche Initiatoren verwies sowie unter Berufung auf Nāgārjuna eine direkte Patriarchenlinie bis zum historischen Buddha behauptete.

## Geschichte
Als erster Gründer gilt Huiwen (550–577; 慧文,  Huìwén,  Hui-wen), der durch blindes Aufschlagen eines blind ausgewählten Textes die Erleuchtung erlangen wollte. Dabei stieß er auf die Strophe XXIV:18 des Madhyamaka-śāstra (中論,  Zhōnglùn,  Chung-lun):

„Wir stellen fest: Alles, was Entstehen in Abhängigkeit ist,

ist Leere/Substanzlosigkeit.

Das ist Konvention/konventionelle Bezeichnung.

Das selbst ist der Mittlere Weg.“

Huiwens Schüler Huisi (515–577; 慧思,  Huìsī,  Hui-ssu) nahm diese Entdeckung zum Anlass, darauf aufbauend die Lehre von der Dreifachen Wahrheit der Substanzlosigkeit, Konventionalität und Mitte zu entwickeln.
Als eigentlicher Begründer gilt Huisis Schüler Zhi Yi (538–597; 智顗,  Zhìyǐ,  Chih-i), der die Lehre in die Grundlagenschrift Große Trilogie der Tiantai-Schule fixierte und dadurch bekannt machte. Er wird in der Darstellung der Tiantai zong als ihr vierter Patriarch aufgefasst.
Der Name der Tiantai zong leitet sich von dem Berg Tiantai im Bergland südlich von Shanghai her. Auf dem Tiantai steht das Ursprungs-Kloster der Tradition, deren erster Abt Zhi-yi war.

### Patriarchen
Zu den neun Patriarchen der Tiantai (天台九神,  tiāntáijiǔshén) gehören:
1. Nāgārjuna (龍樹,  Lóngshù,  Long-shu);
2. Huiwen aus der Nördlichen Qi-Dynastie (550–?; 慧文,  Huìwén,  Hui-wen, auch 慧聞);
3. Huisi (514/5–577; 慧思,  Huìsī,  Hui-ssu);
4. Zhiyi (538–597; 智顗,  Zhìyǐ,  Chih-i, auch 智者,  zhìzhě,  chih-che, auch T'ien-t’ai);
5. Guanding (561–632; 灌頂,  Guàndǐng,  Kuan-ting);
6. Fahua (法華,  Fǎhuā,  Fa-hua);
7. Tiangung (天宮,  Tiāngōng,  T'ien-kung);
8. Zuoxi (左溪);
9. Zhanran (711–782/4; 湛然,  Zhànrán,  Chan-jan, auch Jingqi 荆溪,  Jīngqī,  Ching-ch'i, auch 荊溪)

Manchmal werden auch zehn Patriarchen gezählt, wobei zu den oben genannten noch Daosui (8. bis 9. Jahrhundert; 道邃) aufgelistet wird. Daosui war ein Lehrer von Saichō und somit indirekt verantwortlich für dessen Propagierung des Tiantai-Glaubens als Tendai-shū Anfang des 9. Jahrhunderts in Japan.

## Lehre und Schriften
Die Lehre der Tiantai zong basiert auf Schriften, die sowohl der Theravada-Tradition als auch dem Mahayana entstammen. Die drei hauptsächlichen Sutras sind die sogenannten Fahua sanbu jing (法華三部經,  fǎhuá sānbù jīng,  fa-hua san-pu ching) und gehören ebenfalls zu den hauptsächlichen Sutras des Nichiren-Buddhismus:
- Wuliangyi jing (無量義經,  Wúliángyì jīng,  Wu-liang-i ching – „Amitartha-sūtra, Sutra der Unermesslichen Bedeutungen“, eine einleitende Lektüre zum Lotus-Sutra)
- Fahua jing (法華經,  Fǎhuá jīng,  Fa-hua ching – „Lotus-Sutra“)
- Puxian guan jing (普賢觀經,  Pǔxián guān jīng,  P'u-hsien kuan ching, eine abschließende Lektüre; vollständiger Titel: 觀普賢菩薩行法經,  Guān pǔxiánpúsà xíngfǎ jīng,  Kuan p'u-hsien p'u-sa hsing-fa ching)